# Франц Салватор Австрийски-Тоскански
Франц Салватор Мария Йозеф Фердинанд Карл Леополд Антон фон Падуа Йохан Баптист Януариус Алойз Гонзага Раниер Бенедикт Австрийски-Тоскански (на немски: Franz Salvator Maria Joseph Ferdinand Karl Leopold Anton von Padua Johann Baptist Januarius Aloys Gonzaga Ranier Benedikt von Österreich-Toskana; * 21 август 1866, Алтмюнстер, Австрия; † 20 април 1939, Виена) от фамилията Хабсбург-Лотаринги, е ерцхерцог на Австрия и принц на Тоскана и кастелан на Валзе, Австрия.

## Биография
Той е вторият син (от десет деца) на ерцхерцог Карл Салватор Австрийски-Тоскански (1839 – 1892), принц на Тоскана, и съпругата му принцеса Мария Имакулата Неаполитанска-Сицилианска (1844 – 1899) от двете Сицилии, дъщеря на крал Фердинанд II (1810 – 1859) и австрийската ерцхерцогиня Мария Тереза Австрийска (1816 – 1867). Внук е на великия херцог на Тоскана Леополд II (1797 – 1870) и принцеса Мария Антония Неаполитанска-Сицилианска (1814 – 1898). Големият му брат Леополд Салватор Австрийски-Тоскански (1863 – 1931) се жени през 1889 г. за инфанта Бланка Испанска (1868 – 1949).
Франц Салватор следва в „Терезианската академия“ и след това през 1881 г. става лейтенант в австрийската войска. През 1895 г. той е в кавалерията и през 1911 г. става генерал на кавалерията и командант във Виена. През Първата световна война Франц Салватор е генерал-инспектор на санитарното обслужване.
През 1884 г. Франц Салватор става рицар на австрийския Орден на Златното руно. Той е погребан със съпругите му в замъка Валзе.

## Семейство

### Брак с Мария Валерия Австрийска
Франц Салватор се жени на 31 юли 1890 г. в Бад Ишъл за третата си братовчедка за ерцхерцогиня Мария Валерия Австрийска (* 22 април 1868, Буда, Унгария; † 6 септември 1924, Виена, Австрия) от династията Хабсбург-Лотаринги, третата дъщеря на император Франц Йосиф I от Австро-Унгария и императрица Елизабет (Сиси) Баварска.
Бракът в началото е хармоничен, но с времето се влошава. Франц Салватор ходи с други жени, между тях с (шпионката) принцеса Стефани фон Хоенлое-Валденбург-Шилингсфюрст (1891 – 1972). От нея има един син – Франц Йозеф фон Хоенлое-Шилингсфюрст (1914 – 2008), когото припознава.
На 11 юни 1895 г. Франц Салватор и Мария Валерия Австрийска купуват двореца Валзее на Дунав от херцог Алфред фон Сакс-Кобург и Гота и напълно го реновират. На 4 септември 1897 г. те се нанасят тържествено в него.

### Брак с Мелания фон Ризенфелс
Франц Салватор, 10 години след смъртта на Мария Валерия, се жени морганатично на 28 април 1934 г. във Виена за фрайин Мелания фон Ризенфелс, дъщеря на фрайхер Филип фон Ризенфелс и фрайин Агата Редл фон Ротенхаузен и Разцтина.

## Брак и потомство
Жени се два пъти:
1. ∞ 31 юли 1890 г. в Бад Ишъл за третата си братовчедка Мария Валерия Австрийска  (22 април 1868, Буда, Австро-Унгария; † 6 септември 1924, Виена, Първа австрийска република), дъщеря на император Франц Йосиф I от Австрия и на съпругата му, херцогиня Елизабет Баварска (Сиси), от която има четирима сина и шест дъщери:
- Елизабет Франциска Мария Каролина Игнация Австрийска-Тосканска (27 януари 1892, Виена – 29 януари 1930, замък Зиргенщайн), ∞ 19 септември 1912 за граф Георг фон Валдбург цу Зайл Хохенемс (1878 – 1955), от когото има един син и три дъщери
- Франц Карл Салватор Мария Йосиф Игнац Австрийски-Тоскански (17 февруари 1893, замък Лихтенег, Велс – 12 декември 1918, Валзее), неженен и бездетен
- Хуберт Салватор Райнер Мария Йосиф Ингат Австрийски-Тоскански (30 април 1894, замък Лихтенег, Велс – 24 март 1971, замък Перзенбойг, Перзенбойг-Готсдорф), ∞ 25 ноември 1926 за принцеса Розмари Фредерике цу Салм-Салм (1904 – 2001), от която има пет сина и осем дъщери
- Хедвига Мария Имакулата Михаела Игнация Австрийска-Тоскански (24 септември 1896, Бад Ишъл – 1 ноември 1970, Хал ин Тирол), ∞ 24 април 1918 в замъка Валзее за граф Бернхард фон Щолберг-Щолберг (1881 – 1952), от когото има пет сина и четири дъщери
- Теодор Салватор Австрийски-Тоскански (9 октомври 1899 – 8 април 1978), ∞ 28 юли 1926 за принцеса Мария Терезия фон Валдбург-Зайл-Траухбург (1901 – 1967), от която има двама сина и две дъщери
- Гертруд Мария Гизела Игнация Австрийска-Тосканска (19 ноември 1900, замък Валзее – 20 декември 1942, Равенсбург), ∞ 29 декември 1931 за граф Георг фон Валдбург-Зайл-Хонехемс (1878 – 1955), от когото има син и дъщеря
- Мария Елизабет Австрийска-Тосканска (19 ноември 1901, замък Валзее – 29 декември 1936, Инсбрук), неомъжена и бездетна
- Клеменс Салватор Австрийски-Тоскански (6 октомври 1904, замък Валзее – 20 август 1974, Зацбург), ∞ 20 февруари 1930 за графиня Елизабет Ресегийе дьо Мирмон (1906 – 2000), от която има седем сина и две дъщери с фамилия „Алтенбург“
- Матилда Мария Антония Игнация Австрийска-Тосканска (9 август 1906 – 18 октомври 1991), ∞ 9 април 1947 за Ернст Хефел (1888 – 1974), от когото няма деца
- Агнес Австрийска-Тосканска (26 юни 1911 – 26 юни 1911)

- Франц Салватор със съпругата си Мария Валерия
- ерцхерцогини Елизабет Франциска и Хедвига Мария, дъщери
- ерцхерцог Франц Карл Салватор, син
- ерцхерцог Хуберт Салватор, син
- ерцхерцогиня Гертруд Мария, дъщеря

2. ∞28 април 1934 във Виена морганатично за фрайин Мелания фон Ризенфелс (* 20 септември 1898, Зайзенег, Долна Австрия; † 10 ноември 1984, Амщетен), дъщеря на фрайхер Филип фон Ризенфелс и фрайин Агата Редл фон Ротенхаузен и Разцтина, от която няма деца.
Има един извънбрачен син от Стефани Мария Вероника Юлиана Рихтер (* 16 септември 1891, Виена; † 13 юни 1972, Женева), дъщеря на Йохан Себастиан Рихтер, адвокат, съдия, и на съпругата му Лудмила Куранда:
- Франц Йозеф Рудолф Ханс Верианд Макс Стефан Антон фон Хоенлое-Валденбург-Шилингсфюрст (* 5 декември 1914, Виена), принц на Хоенлое-Валденбург-Шилингсфюрст, неженен, живее във Франция